# Morería (urbanismo)

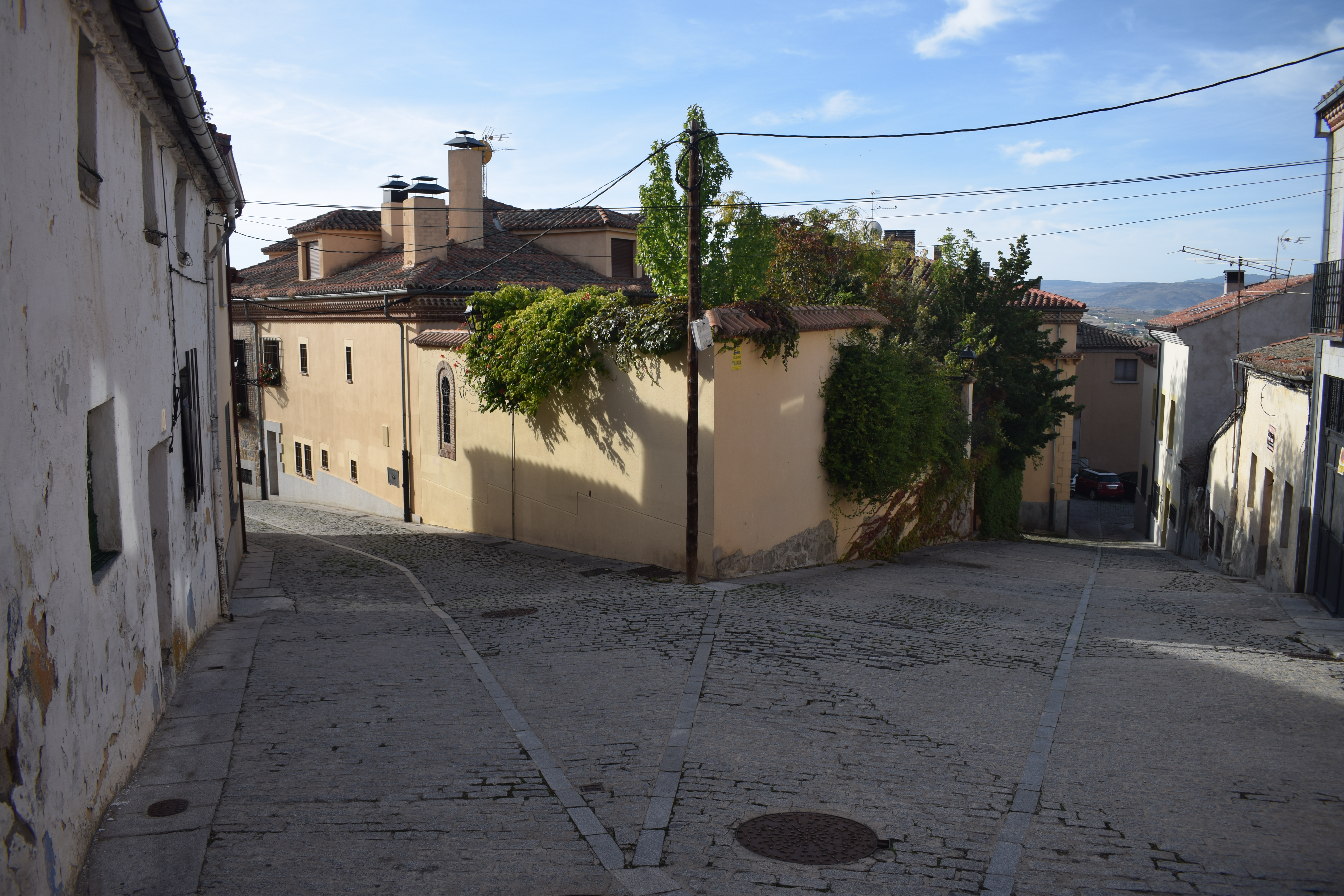
Morería de una ciudad castellana. Obsérvese el arco de herradura típico del arte mudéjar español.

Una morería, en ocasiones barrio moro, es el espacio rural o urbano de un asentamiento cristiano medieval ocupado por los moros, término para denominar a la población mudéjar o morisca.

## Historia
Habitualmente, tras la conquista cristiana de una ciudad, la medina o ciudad amurallada, presidida por la alcazaba o castillo, pasaba de ser habitada por los musulmanes a ser habitada por los cristianos cuando la mayoría de la población abandonaba la ciudad, caso de Valencia (Torreño Calatayud, 2005, p. 17). Los musulmanes solían pasar a ocupar el arrabal (barrio exterior a las murallas) que hasta entonces estaba habitado por los mozárabes (cristianos bajo gobierno musulmán andalusí) y que estos solían dejar libre para pasar a la ciudad intramuros, junto con los cristianos «repobladores» provenientes de los reinos del norte peninsular o incluso del resto de Europa.
Estas zonas urbanas son todavía visibles en el plano urbano de muchas ciudades españolas, como en la Morería de Madrid. En Granada, el Albaicín, que fue morería tras la guerra de Granada, tiene otro origen (fue el arrabal ocupado por gentes procedentes de Baeza).
Es común el uso de «morería» como nombre de calle (en Córdoba, en Sevilla,(37°23′29″N 5°59′25″O / 37.3914051, -5.9901797) en Mérida, etc.), de plaza (en Valencia) o de barrio (Madrid, Molina de Aragón, etc.).

## Urbanismo de la morería
En España existieron morerías tanto en pueblos como en ciudad, pero las morerías rurales han sido mucho menos estudiadas y conocidas debido a la fragilidad de los materiales (Varios, 2005). Al contrario que las calles cristianas, herederas del urbanismo romano, las morería no suelen presentar una trazado en forma de damero, sino de calles cortas y tortuosas, confiriendo más intimidad a sus habitantes.